# トップ・バレー
トップ・バレー（Top Volley）は、イタリア・ラティーナを本拠地とする男子バレーボールクラブチーム。通称はラティーナ。

## 歴史
1972年、ラティーナ県のコーリでパッラヴォーロ・コーリ（Pallavolo Cori）として創設され、同年イタリアバレーボール連盟（FIPAV）に加入。2001年にセリエA2からセリエA1へ昇格。2008年にA2に降格し、翌2009年にA1へ復帰した。2013年CEVカップ準優勝、2014年チャレンジカップ準優勝を果たした。 
2019年に本拠地をチステルナ・ディ・ラティーナに移転、2022-23シーズン終了後にスポーツタイトルをチステルナ・バレーに譲渡し、ユースチームの活動のみを継続する。 

## 名称
スポンサー名込みの総称および通称
- 1996-1997年　Icom Cori Latina（ラティーナ）
- 1997-2004年　Icom Latina（ラティーナ）
- 2004-2005年　Acqua&sapone Icom Latina（ラティーナ）
- 2005-2006年　Benacquista Assicurazioni Latina（ラティーナ）
- 2006-2007年　Maggiora Latina（ラティーナ）
- 2007-2014年　Andreoli Latina（ラティーナ）
- 2014-2015年　Top Volley Latina（ラティーナ）

## 主な成績
セリエA
- 優勝：なし

 コッパ・イタリア
- 優勝：なし

 スーペルコッパ・イタリアーナ
- 優勝：なし

 CEVカップ
- 準優勝：2013

 チャレンジカップ
- 準優勝：2014

## 歴代監督
- シルヴァーノ・プランディ
- ジャンロレンツォ・ブレンジーニ

## 歴代所属選手
| - シモーネ・ロサルバ - ロリス・マニア - サルヴァトーレ・ロッシーニ - ウラジミール・グルビッチ - アンドリヤ・ゲリッチ - ニコラ・コバチェビッチ - ノヴィツァ・ビエリツァ - ミロシュ・ニキッチ - サーシャ・スタロビッチ - ゴラン・ブエビッチ - ウラジミール・バテズ | - ジルソン・ベルナルド - グスタボ・エンドレス - レアンドロ・ヴィソット - ラファエル・パスカル - ホセ・リベラ - ケヴィン・ティリ |  |